# پرودیا سیستمز
پرودیو سیستمز (به انگلیسی: Prodea Systems) از شرکت‌های بزرگ تگزاس می‌باشد که مرکز این شرکت در نزدیکی شهر دالاس در تگزاس است.
انوشه انصاری ریاست این شرکت را بر عهده دارد.